# Merton Miller
Merton Howard Miller (16. května 1923 Boston – 3. června 2000 Chicago) byl americký ekonom, spoluautor Modigliani-Millerova teorému. V roce 1990 získal spolu s Harrym Markowitzem a Williamem Sharpem Cenu Švédské národní banky za rozvoj ekonomické vědy na památku Alfreda Nobela za „průkopnickou práci v oblasti ekonomie a financí a financí korporací“.